# Corytoplectus
Corytoplectus, biljni rod iz porodice gesnerijevki smješten u podtribus Columneinae, dio tribusa Gesnerieae.. Pripadaju mu 12 vrsta iz tropske Amerike.

## Etimologija
Ime roda je izvedeno od κωρυς, kōrys = kaciga, ili (manje vjerojatno) κωρυτος, kōrytos (latinski corytus) = kožna torbica, tobolac i πλεκτος, plectos = naboran, presavijen, što znači da režnjevi čaške izgledaju kao kacige ili vrećice.

## Opis
Corytoplectus su uspravne kopnene biljke koje uglavnom rastu u oblačnim šumama na visokim visinama. Blisko su povezani s Alloplectusom i povremeno se smatralo da pripadaju tom rodu. Tipična vrsta roda, Corytoplectus capitatus, izvorno je bila poznata kao Alloplectus capitatus. Godine 1973. Wiehler je ponovno uspostavio rod, priznajući u to vrijeme sedam vrsta. Do 1995. Wiehler je objavio dvije dodatne vrste od ukupno devet. Godine 2008. Rodriguez-Flores i Skog opisali su još dvije vrste čime je ukupan broj priznatih vrsta porastao na jedanaest. Corytoplectus se od Alloplectusa razlikuje po uspravnom štitastom cvatu i plodovima koji su bobice. Zreli plodovi su sjajne prozirne kuglice kroz koje se jasno vide tamne sjemenke. Biljke Corytoplectus rastu na višim nadmorskim visinama zapadnih Kordiljera Južne i Srednje Amerike (od Bolivije do Paname i obalne Venezuele), te u gorju Gvajane. Trenutno je poznato ukupno dvanaest vrsta, uključujući nedavno opisanu (Ramirez-Roa et al, 2009.) iz Meksika.  Broj kromosoma: 2n = 18.
Najčešće uzgajane vrste su Corytoplectus cutucuensis, Corytoplectus speciosus i Corytoplectus capitatus. Biljke ovog roda zanimljivi su hortikulturni subjekti zbog neobičnih cvjetnih grozdova, šarenih čašica, atraktivnih bobica i ukrasnih listova od kojih mnogi imaju tamnozelenu gornju površinu i blijede žile. Biljke zahtijevaju povećanu razinu vlažnosti kako bi dobro rasle i cvjetale.

## Vrste
1. Corytoplectus capitatus (Hook.) Wiehler
2. Corytoplectus congestus (Linden) Wiehler
3. Corytoplectus cutucuensis Wiehler
4. Corytoplectus deltoideus (C.V.Morton) Wiehler
5. Corytoplectus grandifolius (Britton ex Rusby) Rodr.-Flores & L.E.Skog
6. Corytoplectus longipedunculatus Rodr.-Flores & L.E.Skog
7. Corytoplectus oaxacensis Ram.-Roa, C.Chávez & Rodr.-Flores
8. Corytoplectus purpuratus Rodr.-Flores & L.E.Skog
9. Corytoplectus riceanus (Rusby) Wiehler
10. Corytoplectus schlimii (Planch. & Linden) Wiehler
11. Corytoplectus speciosus (Poepp.) Wiehler
12. Corytoplectus zamorensis (Linden & André) Rodr.-Flores & L.E.Skog